# W. H. Schlosser Manufacturing Company
Die W. H. Schlosser Manufacturing Company war ein US-amerikanischer Hersteller von Motoren und Automobilen.

## Unternehmensgeschichte
Conrad, Philip und J. B. Schlosser gründeten Ende 1906 das Unternehmen zur Motorenproduktion. Der Sitz war in New York City. 1910 entstand ein einzelner Personenkraftwagen, der ein Prototyp blieb. 1912 begann die Serienproduktion von Automobilen. Der Markenname lautete Schlosser. 1913 endete die Produktion. Insgesamt entstanden nur wenige Kraftfahrzeuge.

## Produkte
Die Motoren waren für Autos, Nutzfahrzeuge und Boote gemacht.
Der Prototyp von 1910 hatte einen Vierzylindermotor mit 32 PS Leistung. Das Fahrgestell hatte 305 cm Radstand.
In den Serienmodellen kam ein selbst hergestellter Vierzylindermotor zum Einsatz. 127 mm Bohrung und 152,4 mm Hub ergaben 7722 cm³ Hubraum. Es war ein T-Kopf-Motor mit 40 PS Leistung. Der Radstand betrug 320 cm. Zur Wahl standen ein Runabout für 4200 US-Dollar, ein Tourenwagen für 4500 Dollar und eine Limousine für 5400 Dollar.
1913 wurden die letzten vorhandenen Fahrzeuge für 2370 Dollar abgestoßen.